# Зимова Універсіада 1999
Зимова Універсіада 1999 — XIX зимова Універсіада. Проводилася у словацькому місті Попрад з 22 по 30 січня 1999 року.
У змаганнях взяли участь 929 спортсменів — 644 чоловіків і 285 жінок, які представляли 40 країн.
Проведені змагання з дев'яти видів спорту:
- Біатлон
- Гірськолижний спорт
- Ковзанярський спорт
- Лижне двоборство
- Лижні перегони
- Стрибки з трампліна
- Сноубординг
- Фігурне катання
- Хокей

## Медальний залік
| Місце  | Країна     | Золото | Срібло | Бронза | Загалом |
| ------ | ---------- | ------ | ------ | ------ | ------- |
| 1      | Росія      | 8      | 11     | 11     | 30      |
| 2      | Австрія    | 7      | 3      | 0      | 10      |
| 3      | Словаччина | 4      | 7      | 7      | 18      |
| 4      | Японія     | 4      | 5      | 7      | 16      |
| 5      | Польща     | 4      | 3      | 3      | 10      |
| 6      | Україна    | 4      | 1      | 2      | 7       |
| 7      | Італія     | 4      | 0      | 2      | 6       |
| 7      | Франція    | 4      | 0      | 2      | 6       |
| 9      | КНР        | 3      | 5      | 6      | 14      |
| 10     | Швеція     | 3      | 2      | 3      | 8       |
| 11     | Болгарія   | 3      | 0      | 2      | 5       |
| 12     | Білорусь   | 2      | 2      | 2      | 6       |
| 13     | Канада     | 1      | 2      | 1      | 4       |
| 14     | Німеччина  | 1      | 0      | 3      | 4       |
| 15     | Швейцарія  | 0      | 4      | 0      | 4       |
| 16     | Чехія      | 0      | 2      | 1      | 3       |
| 17     | США        | 0      | 2      | 0      | 2       |
| 18     | Словенія   | 0      | 1      | 2      | 3       |
| 19     | Іспанія    | 0      | 1      | 0      | 1       |
| 19     | Бельгія    | 0      | 1      | 0      | 1       |
| Всього | Всього     | 52     | 52     | 54     | 158     |

## Хокей
Переможцями турніру з хокею на Універсіаді 1999 стала збірна України, друге місце посіла збірна Словаччини, третє — Канади. Всього у змаганнях взяли участь 9 команд.
Склад переможців турніру:
| Воротарі                      | Захисники                       | Нападники                       |
| ----------------------------- | ------------------------------- | ------------------------------- |
| Федоров Олександр Миколайович | Цируль Дмитро Едуардович        | Годований Сергій                |
| Пашинський Денис Анатолійович | Благой Олег Миколайович         | Кабанець Євген Віталійович      |
|                               | Дешевий Сергій Вікторович       | Безщасний Руслан Анатолійович   |
|                               | Савченко Андрій Миколайович     | Крикуненко Олег Іванович        |
|                               | Шевченко Владислав Валентинович | Бобровников Василь Валентинович |
|                               | Гаркуша Сергій Володимирович    | Марковський Дмитро Анатолійович |
|                               | Садій Сергій Григорович         | Дідковський Данило Миколайович  |
|                               | Наваренко Юрій Олександрович    | Зіневич Олександр Миколайович   |
|                               |                                 | Свобода Валерій Васильович      |

## Біатлон
У біатлоні розіграно 8 комплектів нагород — по 4 серед чоловіків і жінок. По три золотих медалі завоювали команди Словаччини та Польщі, два золота у збірної Росії.